# Chiesa di Santa Maria la Nova (Tramonti)
La chiesa di Santa Maria la Nova è una chiesa nel comune di Tramonti. Era la chiesa madre di Tramonti, dove risiedeva l'arciprete.

## Storia

### Fondazione
La chiesa esisteva già quando venne costruito il castello di Santa Maria la Nova (del quale divenne la cappella), perciò la sua costruzione è antecedente al 1458, anno in cui fu costruito il castello per volontà di Raimondo Orsini.

### La chiesa nel 1612
Nel 1612 il Vicario generale dell'Arcidiocesi di Amalfi, delegato dall'Arcivescovo Giulio Rossino, visitò la chiesa. Dal verbale di questa visita risulta che sull'altare maggiore era posta un'icona rappresentante la Visitazione e l'Annunciazione, i santi Pietro e  Paolo e un'immagine della Madonna dipinta dall'eremita dimorante Scipione Chirico, inoltre, l'icona riportava gli stemmi di Tramonti e dei Piccolomini.
Nella chiesa era custodita una statua della Madonna corrosa dal tempo. Dopo la visita, in sostituzione della vecchia, ne fu realizzata una nuova, oggi posta in uno scarabattolo al lato dell'altare.

#### Il Corpus Domini
Intorno alla chiesa si svolgeva la processione cittadina del Corpus Domini. Il baldacchino era portato dai governatori dell'Universitas e l'ombrello processionale dal Regio Governatore.

### La chiesa nel 1755
Un manoscritto della congregazione dei preti del 1755 riporta che la chiesa, con le annesse cappelle, versava in condizioni deplorevoli. Per questo motivo l'Arcivescovo Giulio Rossino concesse di celebrare le Messe che ordinariamente si tenevano nella chiesa di S. Maria la Nova, nella Chiesa di S. Giovanni Battista di Polvica. L'Arcivescovo decretò, inoltre, che nella chiesa si celebrasse una sola volta al mese.
Durante l'episcopato dell'Arcivescovo  Stefano Quaranta le Messe e gli anniversari dapprima spostati nella Chiesa di S. Giovanni Battista, vennero ulteriormente trasferiti, con concessione pontificia, nella Chiesa di San Giovanni Evangelista (oggi dedicata a S. Giovanni Battista), chiamata volgarmente "Monte dei Morti", eretta al centro della piazza di Polvica.

### La chiesa nel 1981
Negli anni ottanta la chiesa era crollata e in stato di completo abbandono, e la statua della  Madonna conservata in una cappella privata. Successivamente la chiesa venne ricostruita come oggi si presenta.

## L'arciprete
Oltre alla chiesa, il complesso architettonico era composto da altri due vani dove risiedeva l'arciprete di Tramonti. 
L'arciprete era a capo di una Congrega di capitolari e la sua investitura avveniva nella chiesa di Santa Maria la Nova. Della congrega potevano far parte solo i sacerdoti nati a Tramonti e che avessero superato due anni di noviziato.
La dignità dell'arciprete di Tramonti era la più importante tra i sacerdoti dell'Arcidiocesi di Amalfi, infatti, durante i Vespri solenni delle due feste di sant'Andrea, l'arciprete era il primo a intonare l'antifona dopo i vescovi delle diocesi suffraganee oggi soppresse (Capri, Lettere, Minori e Scala).
Fino al 1710 la nomina dell'arciprete era di diritto Papale, fu poi in quest'anno che divenne di diritto Arcivescovile.
Il primo arciprete accertato storicamente è don Roberto Cesarano nel 1396.
L'ultimo fu don Giuseppe Adamo, parroco di San Felice di Tenna, con la sua morte nel 1962 il titolo si estinse.
Arcipreti che furono eletti vescovi:
- Martino de Majo
- Andrea Cardamone

### Possedimenti della Congregazione
La Congregazione possedeva due cappelle in località "Particelle" (tra le frazioni di Polvica e Corsano), dove tutti i sacerdoti della congregazione si riunivano in Capitolo per celebrare le Calende e discutere delle problematiche e mangiare insieme.
Particolare menzione va alla celebrazione del 22 maggio 1656, alla quale non seguì la consueta riunione, infatti, alla fine della Liturgia i presbiteri piangendo, si abbracciarono tutti, fu l'ultima volta che si riunirono prima di morire tutti a causa della Peste.

## Descrizione
La chiesa sorge all'interno del cimitero comunale, del quale è la cappella.
La pianta è a croce latina e l'interno è privo di decorazioni.